# Pörtschach am Wörther See
Pörtschach am Wörther See (słoweń. Poreče ob Vrbskem jezeru) – gmina uzdrowiskowa w Austrii, w kraju związkowym Karyntia, w powiecie Klagenfurt-Land, położona nad jeziorem Wörthersee. Liczy 2678 mieszkańców (1 stycznia 2015).